# 稲葉村 (鳥取県)
稲葉村（いなばそん）は、鳥取県岩美郡にあった自治体である。1896年（明治29年）3月31日までは法美郡に属した。

## 概要
現在の鳥取市卯垣・小西谷・滝山・百谷・岩倉・立川町（一部）におおむね相当し、中心市街地東側に位置した。
「いなば」とは稲葉（稲の葉）、稲場（刈り入れ稲の寄せ場）、稲庭（庭は平坦地を指し、すなわち稲田を意味する）に由来するとされ、いずれも稲作に関係した地名である。また稲葉大明神が卯垣村の狭間（現在の卯垣5丁目地内）にあった古苗代に稲苗を植えられたことにより「いなば」の国名が起こったという説があり、稲羽郷・稲葉郷・稲穂郷などと呼ばれていた。
卯垣（ぼうがき）は、この地にウサギが数多く住んでおり稲穂を食い荒らすため卯の花の生垣を作って防いだことが由来とされる。百谷は千代川支流天神川の源流部に当たり周囲の山々から多数の谷がこの地に集まることから付いた地名とされる。滝山にはかなりの数の寺院があり、宗教的に栄えていたと推測される。
1896年（明治29年）、鳥取市が旧鳥取藩主池田氏の協力を得て当村・宇倍野村・面影村・鳥取市立川町にまたがる敷地を確保し、歩兵第40連隊の屯営誘致に成功した。
百谷にはかつて銅を産出する百谷鉱山があり、最盛期の1918年（大正7年）頃には200人程度が働いていたが、1971年（昭和46年）に閉山となった。
昭和初期の不況（昭和恐慌・昭和農業恐慌）により村財政に影響して維持経営が困難となり、1932年（昭和7年）に鳥取市に合併した。合併条件に小学校の増改築や道路改修が織り込まれ、翌1933年（昭和8年）に小学校講堂・校舎の増築が行われた。

## 沿革
- 1877年（明治10年） - 卯垣村の一部（字七反）を立川村に編入。
- 1889年（明治22年）10月1日 - 町村制の施行により、卯垣村・小西谷村・滝山村・百谷村・岩倉村が合併して村政施行し、稲葉村が発足。旧村名を継承した5大字を編成し、役場を滝山に設置[2][4]。
- 1896年（明治29年）4月1日 - 郡制の施行により、邑美郡・法美郡・岩井郡の区域をもって岩美郡が発足し、岩美郡稲葉村となる。
- 1932年（昭和7年）4月1日 - 鳥取市に編入。同日稲葉村廃止[5]。

## 合併後
現在の鳥取市自治連合会の地区別単位組織では稲葉山地区とされており、旧村域のうち岩倉は含まれていない。

## 行政

### 村長
- 田中新吉：1903年（明治36年） - [7]
- 森田平蔵：1928年（昭和3年） - [8]

## 教育
- 稲葉尋常高等小学校（1953年に移転により鳥取市立稲葉山小学校となる）[1]

## 交通

### 鉄道
- 村域を山陰本線が通るが駅は無し（最寄り駅は鳥取駅）

### 道路
- 1881年（明治14年）の鳥取県再置後、山田信道知事の道路改修により京都との街道が整備された[3]。